# Declaração de Moscou

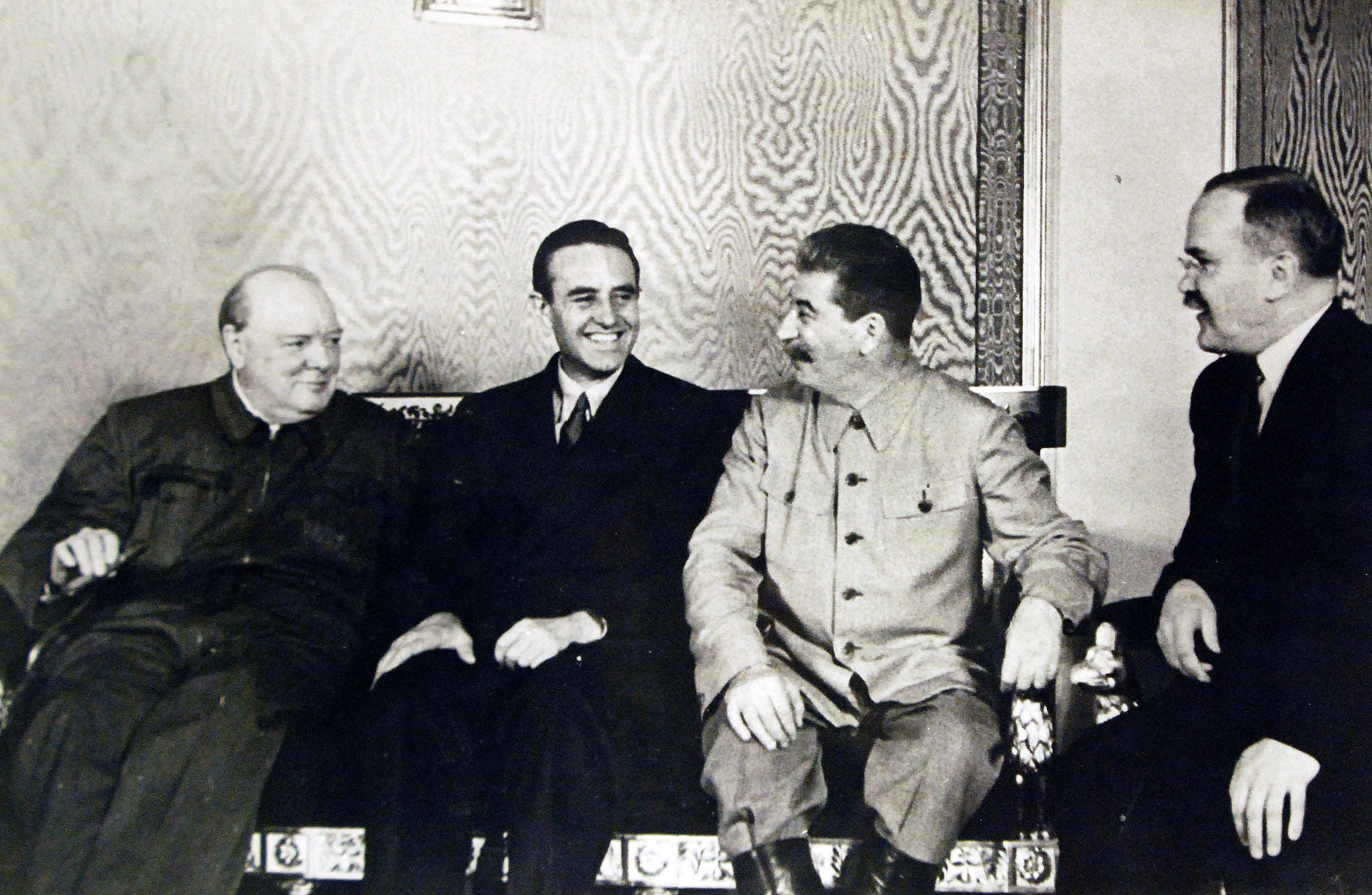
Fotografia da conferência de Moscou. Da esquerda à direita: Primeiro-Ministro do Reino Unido Winston Churchill; W. Averrell Harriman, a representar o Presidente dos Estados Unidos Franklin D. Roosevelt; e o Primeiro-Ministro da União Soviética Josef Estaline com V. M. Molotov, Ministro dos Assuntos Exteriores.

A Declaração de Moscou foram quatro declarações assinadas durante a Conferência de Moscou em 30 de outubro de 1943. As declarações são distintas do Comunicado que foi emitido após a Conferência de Moscou de 1945. Eles foram assinados pelos secretários de relações exteriores dos governos dos Estados Unidos, do Reino Unido, da União Soviética e da República da China. Quatro declarações foram assinadas na conferência: A Declaração das Quatro Nações sobre Segurança Geral, a Declaração sobre a Itália, a Declaração sobre a Áustria e as Declarações sobre Atrocidades.

## Declarações

### Declaração das Quatro Nações sobre Segurança Geral
Na seção Declaração Conjunta de Quatro Nações, os governos dos Estados Unidos da América, Reino Unido, União Soviética e China Nacionalista, de acordo com a declaração das Nações Unidas de janeiro de 1942, e declarações subsequentes, para continuar as hostilidades contra aqueles Poderes do eixo com os quais estão em guerra, respectivamente, até que deponham as armas com base na rendição incondicional. Eles também reconhecem a necessidade de estabelecer o mais cedo possível uma organização internacional geral (as Nações Unidas), baseada no princípio da igualdade soberana de todos os estados amantes da paz, e aberta à adesão de todos esses estados, grandes e pequenos, para a manutenção da paz e segurança internacionais.

### Declaração sobre a Itália
Na Declaração sobre a Itália, os secretários das Relações Exteriores dos Estados Unidos, Reino Unido e URSS declararam que o fascismo e sua influência deveriam ser completamente destruídos e que o povo italiano deveria ter todas as oportunidades de estabelecer instituições governamentais e outras com base em princípios democráticos.

### Declaração sobre a Áustria
Na Declaração sobre a Áustria, os Secretários de Relações Exteriores dos EUA, Reino Unido e URSS declararam que a anexação (Anschluss) da Áustria pela Alemanha era nula e sem efeito. Ele pediu o estabelecimento de uma Áustria livre após a vitória sobre a Alemanha nazista.
"Os governos do Reino Unido, da União Soviética e dos Estados Unidos da América concordaram que a Áustria, o primeiro país livre a ser vítima de uma agressão hitlerista, será libertada do domínio alemão."
"Eles consideram a anexação imposta à Áustria pela Alemanha em 15 de março de 1938, como nula e sem efeito. Eles se consideram de forma alguma vinculados a quaisquer mudanças efetuadas na Áustria desde aquela data. Eles declaram que desejam ver o restabelecimento de um Áustria livre e independente e, assim, abrir o caminho para o próprio povo austríaco, bem como para os Estados vizinhos que enfrentarão problemas semelhantes, encontrar aquela segurança política e econômica que é a única base para uma paz duradoura.”
"A Áustria é lembrada, entretanto, de que ela tem uma responsabilidade, da qual não pode fugir, pela participação na guerra do lado da Alemanha hitlerista, e que no acordo final, inevitavelmente, será feita conta de sua própria contribuição para sua libertação." 

### Declaração sobre atrocidades
A Declaração sobre Atrocidades foi assinada pelo presidente dos Estados Unidos Franklin D. Roosevelt, o primeiro-ministro britânico Winston Churchill e o primeiro-ministro soviético Joseph Stalin. Eles observaram que "evidências de atrocidades, massacres e execuções em massa a sangue frio que estão sendo perpetradas por forças hitleristas em muitos dos países que invadiram e dos quais agora estão sendo constantemente expulsos". Eles continuaram afirmando que os alemães seriam enviados de volta aos países onde cometeram seus crimes e " julgados na hora pelos povos que eles ultrajaram". Quanto aos alemães cujas infrações penais não tivessem localização geográfica particular, seriam punidos por decisão conjunta dos governos dos Aliados.
A Declaração sobre Atrocidades foi redigida por Winston Churchill, e levou à criação da Comissão Consultiva Europeia que redigiu a Carta de Londres.